# Ondonga
Le Ondonga est un royaume traditionnel du peuple Ovambo, situé dans ce qui est de nos jours le nord de la Namibie. 
Sa capitale est Ondangwa, et le palais du royaume se trouve à Onambango. Ses habitants se nomment Aandonga et parlent le dialecte ndonga. Le royaume d'Ondonga est dirigé par un Omukwaniilwa (roi), assisté d'un conseil des anciens, l'Autorité traditionnelle d'Ondonga. Après la mort du roi Immanuel Kauluma Elifas en mars 2019, Fillemon Shuumbwa Nangolo (en) a été nommé successeur et reconnu par le gouvernement. 
À Ondonga, le patrimoine culturel est indissociable du paysage qui l'entoure. Des monuments tels que les arbres ou les oshanas peuvent constituer des sites patrimoniaux importants en raison des histoires qui leur sont associées. Comme dans d'autres royaumes owambo, les sites patrimoniaux les plus importants sont les lieux où les chefs ancestraux sont enterrés.

## Histoire
Carl-Hugo Hahn visite le royaume en 1857 et 1866.

## Règles de succession
La succession royale est matrilinéaire. Le roi et la reine doivent se marier hors de la famille royale. Le premier dans l'ordre de succession au trône est le frère aîné survivant du roi, suivi des fils de ses sœurs. S'il y a plusieurs neveux, la famille royale et des anciens du royaume sélectionnés font une recommandation. Cependant, cette succession n'est pas automatique et est finalement décidée par l'autorité traditionnelle, présidée par le roi. Si, par exemple, le premier dans l'ordre de succession n'est pas jugé apte, quelqu'un d'autre peut être recommandé. 
Il existe deux lignées matrilinéaires dans le royaume d'Ondonga, l'une issue d'Epale et l'autre d'Onethika. En temps normal, l'ascension alterne entre les deux.
La résidence du roi ne se situe pas dans un village prédéterminé et dépend du lieu choisi par le roi. Les deux derniers rois résidaient à Onamungundo (en). Les anciens palais royaux des Aandonga étaient Oshamba, Olukonda (en), Okaloko, Ondjumba, Ontananga (en) et Omwandi.

## Liste des rois
| Rois d'Ondonga                            |                |                     |
| Nom                                       | Dates de règne | Origine             |
| Nembulungo lyaNgwedha                     | ±1650-1690     |                     |
| Shindongo shaNamutenya gwa Nguti          | 1690-1700      |                     |
| Nangombe yaMvula                          | 1700-1750      | Oshamba             |
| Nembungu lyAmutundu                       | 1750-c.1820    | Iinenge             |
| Nangolo dhaAmutenya                       | c.1820-1857    | Ondonga             |
| Shipanga shaAmukwiita                     | 1857-1859      |                     |
| Shikongo Kalulu                           | 1859-1874      | Omandongo           |
| Kambonde I kaNankwaya                     | 1874-1883      | Onamungundo         |
| Iitana yaNekwiyu                          | 1883-1884      |                     |
| Kambonde II kaMpingana (läntinen Ondonga) | 1884-1909      | Onamayongo Olukonda |
| Nehale lyaMpingana (itäinen Ondonga)      | 1885-1908      | Oshitambi (Okaloko) |
| Kambonde III (Eino Johannes) kaNgula      | 1909-1912      |                     |
| Nambala (Martin Elifas) yaKadhikwa        | 1912-1942      | Ondjumba            |
| Eino Johannes Kambonde kaNamene           | 1942-1960      | Okaloko             |
| Martin Ambala Ashikoto                    | 1960-1967      | Ontananga           |
| Paulus Elifas                             | 1967-1970      | Omwandi             |
| Filemon yElifas lyaShindondola            | 1970-1975      | Onamungundo         |
| Immanuel Kauluma Elifas                   | 1975-2019      | Onamungundo         |
| Fillemon Shuumbwa Nangolo                 | depuis 2019    | Onambango           |